# Myhkyri (ö i Norra Savolax, Kuopio, lat 62,74, long 27,84)
Myhkyri är en ö i Finland. Den ligger i sjön Kallavesi och i kommunen Kuopio i den ekonomiska regionen  Kuopio ekonomiska region  och landskapet Norra Savolax, i den centrala delen av landet, 300 km nordost om huvudstaden Helsingfors. Öns area är 0,4 hektar och dess största längd är 100 meter i öst-västlig riktning.